# Carl Wilhelm von Tschirschky

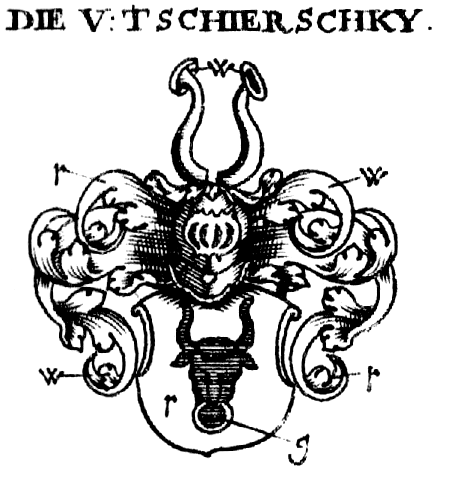
Das Wappen derer von Tschirschky

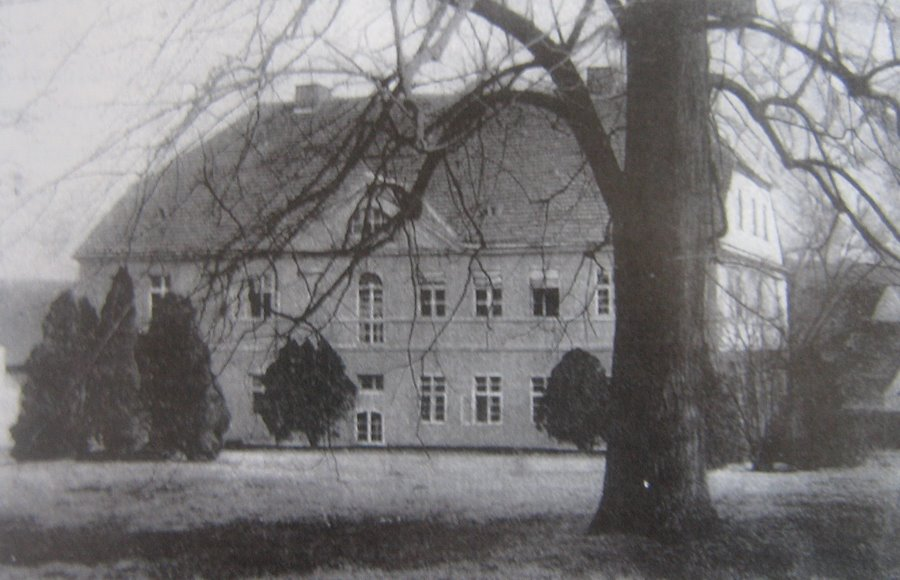
1920 Gut Kunsdorf

Carl Wilhelm von Tschirschky (* 25. März 1735 in Kunsdorf bei Nimptsch, Fürstentum Brieg, Schlesien; † 11. Januar 1803 in Stargard in Pommern) war ein preußischer Generalmajor, Chef des nach ihm benannten Dragonerregiments „Tschirschky“.

## Leben

### Herkunft
Carl Wilhelm von Tschirschky entstammte dem schlesischen Adelsgeschlecht von Tschirschky. Seine Mutter war Sophie Magdalene von der Heyde (1700–1778). Sein Vater war der kaiserliche Grenadierhauptmann Joachim Friedrich von Tschirschky (1686–1743).

### Militärlaufbahn
Die militärische Karriere für Tschirschky begann allerdings im 1742 von Preußen annektierten Schlesien in der preußischen Armee. 1752 wurde er Estandartenjunker im Kürassierregiment „von Rochow“ (Nr. 8). 1755 wurde er Kornett. Im Siebenjährigen Krieg nahm er an zahlreichen Feldzügen und Schlachten teil und erlangte den Orden Pour le mérite. 1758 wurde er Leutnant und Adjutant unter General Friedrich Wilhelm von Seydlitz. In dessen Regiment machte er als Stabsrittmeister, Rittmeister, Kompaniechef und nach dem Krieg als 1769 als Major Karriere. In Folge wurde er Kommandeur des Leibkürrassierregiments, mit dem er am Bayerischen Erbfolgekrieg teilnahm. 1789 wurde er Generalmajor und Chef des Dragonerregiments „von Bosse“.

### Familie
1762 heiratete Tschirschky Wilhelmine Johanna Christiane von Döring (1743–1779). Dieser Ehe entstammten vier Töchter, darunter:
- Albertine (1768–1838) ⚭ Karl Heinrich Friedrich von Raumer (1757–1831), Generalmajor
- Luise (1763–1836) ⚭ Otto Friedrich Fürchtegott von Bonin (1756–1833), Landschaftsdirektor
- Sophie Elisabeth (1762–1828) ⚭ Karl Heinrich Von Peistel (1762–1809)
- Henriette Albertine Beate (1767–1846) ⚭ Albrecht von Hagen
- Friedrich Léonhard (1768–1810) ⚭ Charlotte Friederike Amalie von Pfeil (1772–1845)
- Caroline Wilhelmine Friederike (1778–1855) ⚭ Eberhard Wilhelm von Blankenfelde (1770–1834)

1790 heiratete Tschirschky Karoline Katharine Luise Henriette von Sauerma geb. von Posadowsky (1738–1824), Tochter des Karl Friedrich von Posadowsky.